# Paul Cauwès
Paul Cauwès (3. maj 1843 i Paris—28. april 1917 i Versailles) var en fransk retshistoriker og nationaløkonom.
Cauwès blev 1867 professor i retsvidenskab i Nancy, 1873 i Paris, 1882 sammesteds i fransk retshistorie. Han er særlig kendt ved sit store værk Cours d'économie politique (3. udgave i 4 bind, 1892—93), der inden for den franske økonomiske videnskab betegner den mest udprægede reaktion mod Manchesterskolen. Cauwès var en af udgiverne af Revue d'économie politique.